# راديو بي بي سي 3

الشعار السابق لراديو بي بي سي 3

راديو البي بي سي 3 هي محطة إذاعية تقدمها البي بي سي، تكرس معظم برامجها للموسيقى الكلاسيكية.

## التاريخ
كانت بداية بث المحطة سنة 1946 باسم بي بي سي البرنامج الثالث، في الوقت الذي كان لهيئة الإذاعة البريطانية محطتان إذاعيتان فقط، وهما بي بي سي الخدمة الرئيسية (لاحقاً راديو بي بي سي 4) وبي بي سي البرامج الخفيفة (لاحقاً راديو بي بي سي 2).
تغيرت تسميها في 30 سبتمبر 1967 عند بث راديو بي بي سي 1، فسميت المحطة الإذاعية براديو البي بي سي الثالث.